# Luttringhausen (Bad Münder am Deister)
Luttringhausen ist einer von 16 Ortsteilen der Stadt Bad Münder am Deister  (Landkreis Hameln-Pyrmont,  Niedersachsen).

## Geografische Lage
Luttringhausen liegt im nördlichen Bereich der Stadt Bad Münder am Deister, im Weserbergland. Nächstliegende Nachbarortsteile sind im Nordwesten Eimbeckhausen, im Südwesten Böbber und im Südosten Nettelrede. Nahe dem Ort verläuft die Bundesstraße 442 von Bad Münder zum Bundesautobahn 2-Anschluss bei Lauenau.

## Geschichte
Luttringhausen wurde um 1220 in einem Lehnsregister als Lutterinchusen erwähnt. Um 1280 auch Lutteringehusen genannt. Die Edelherren von Meinersen waren hier begütert. Um 1220 gaben sie im Ort zwei Hufen als Lehen an Lippold vom Alten Markt. Um 1280 gaben sie 5½ Hufen als Lehen an Dietrich von Luttringhausen.
Das Rittergut Luttringhausen findet 1406 Erwähnung als im Eigentum derer von Wettberg. Es ging 1644 in den Besitz derer von Lenthe, die hier noch leben und das Gut bewirtschaften. Die Anlage steht heute unter Denkmalschutz.
Das Dorf Luttringhausen wurde am 1. Januar 1973 durch die Gebietsreform als einer von 16 Ortsteilen zur Stadtgemeinde Bad Münder vereinigt.

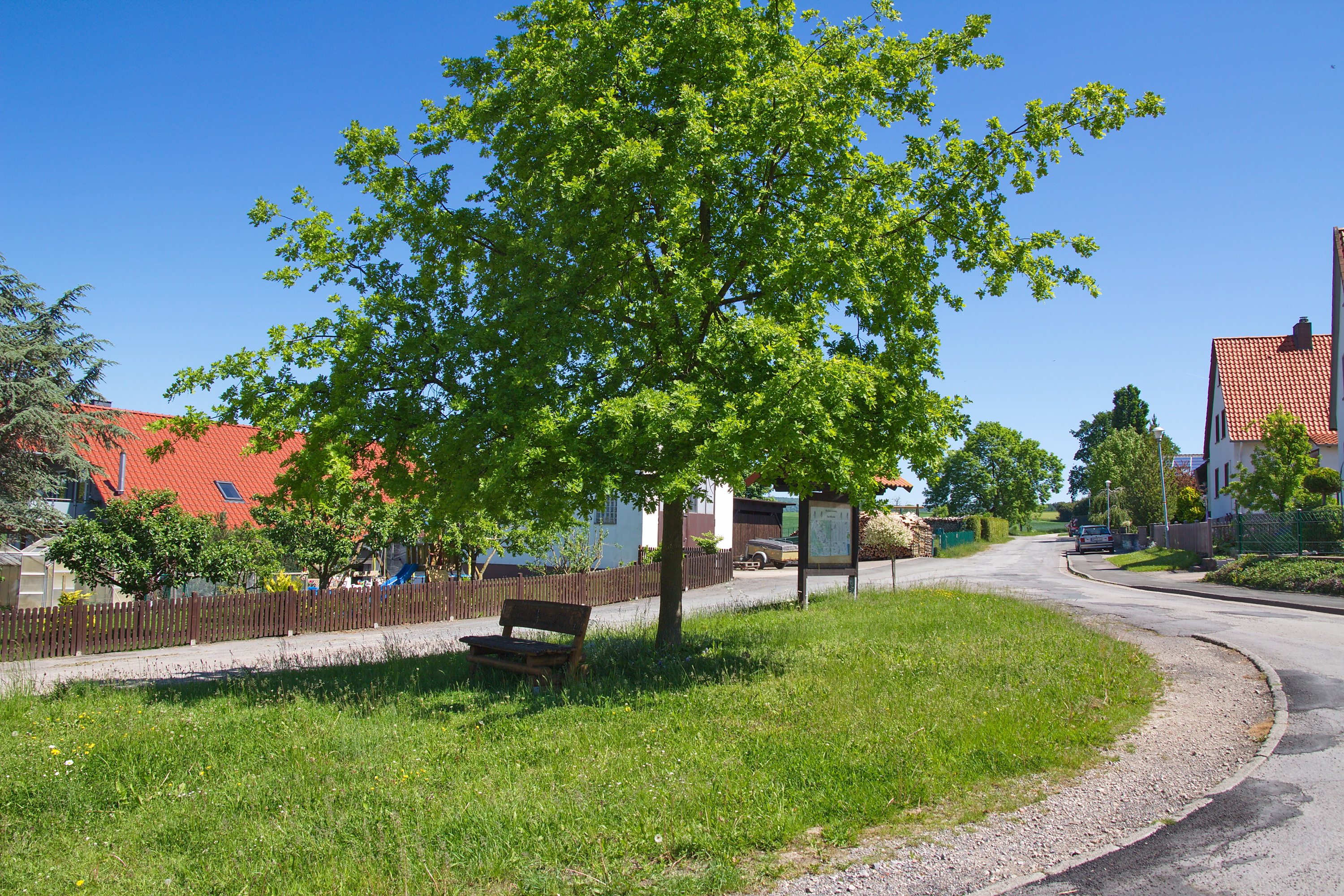
Dorfmittelpunkt
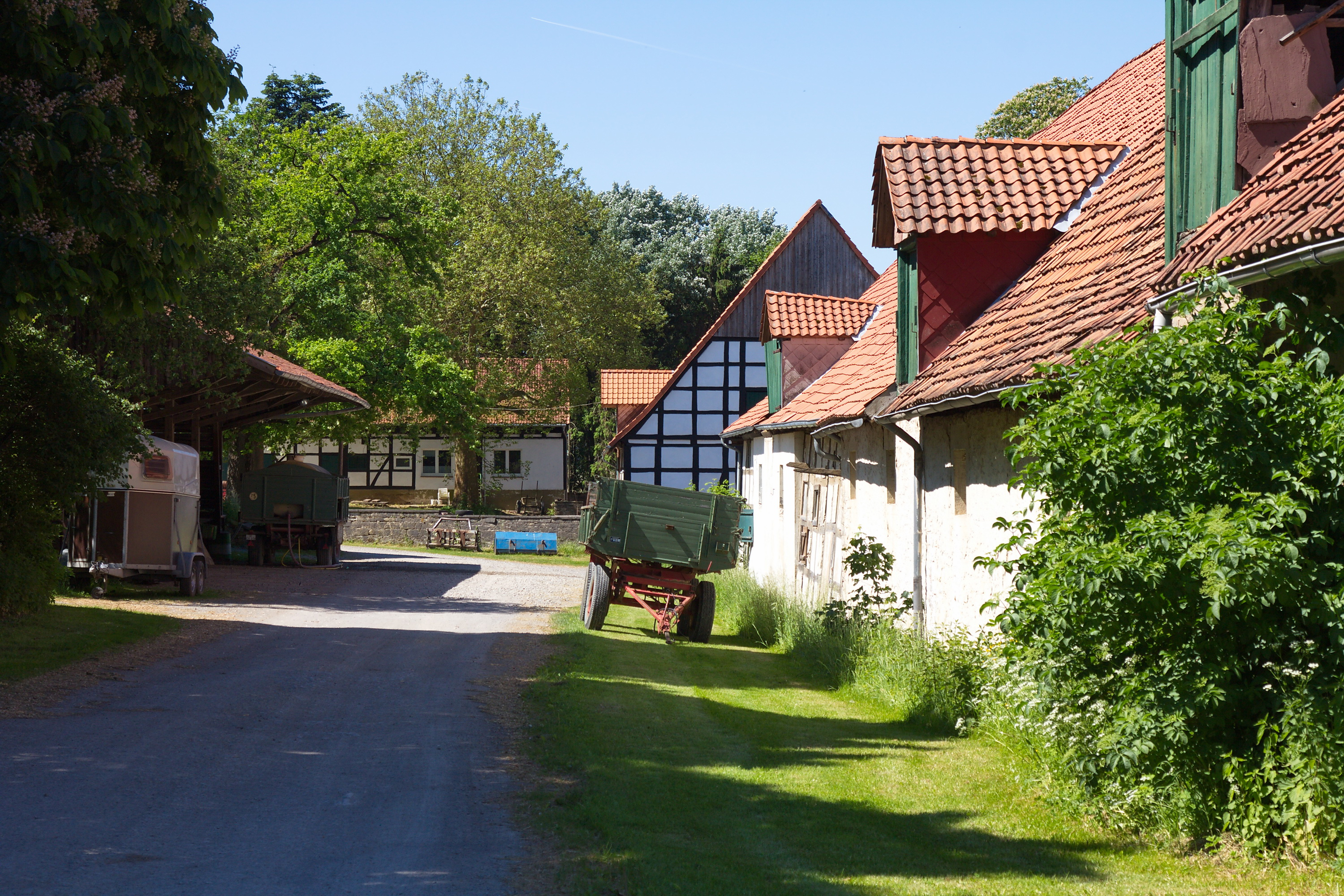
Zum Rittergut
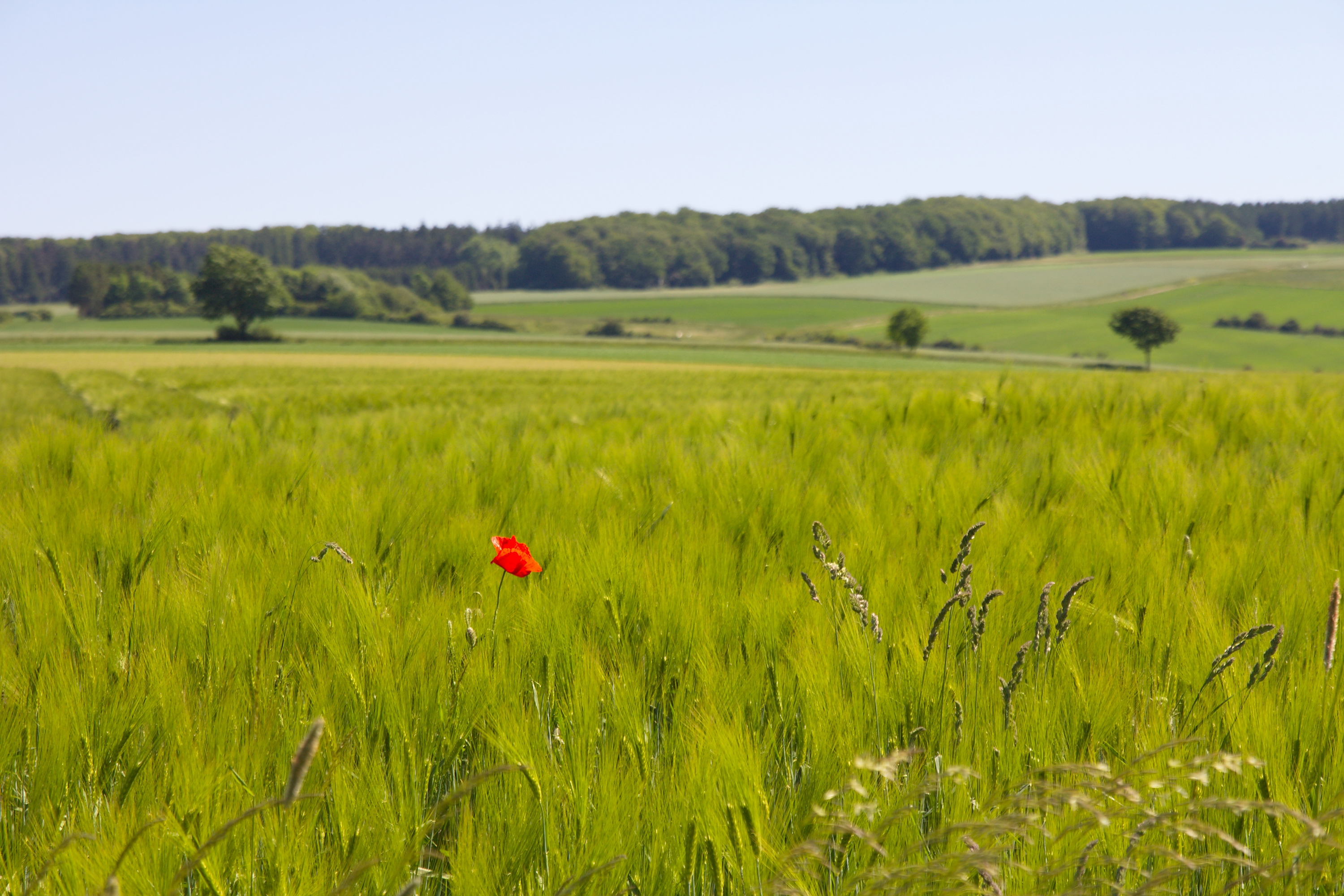
Vor dem Ort
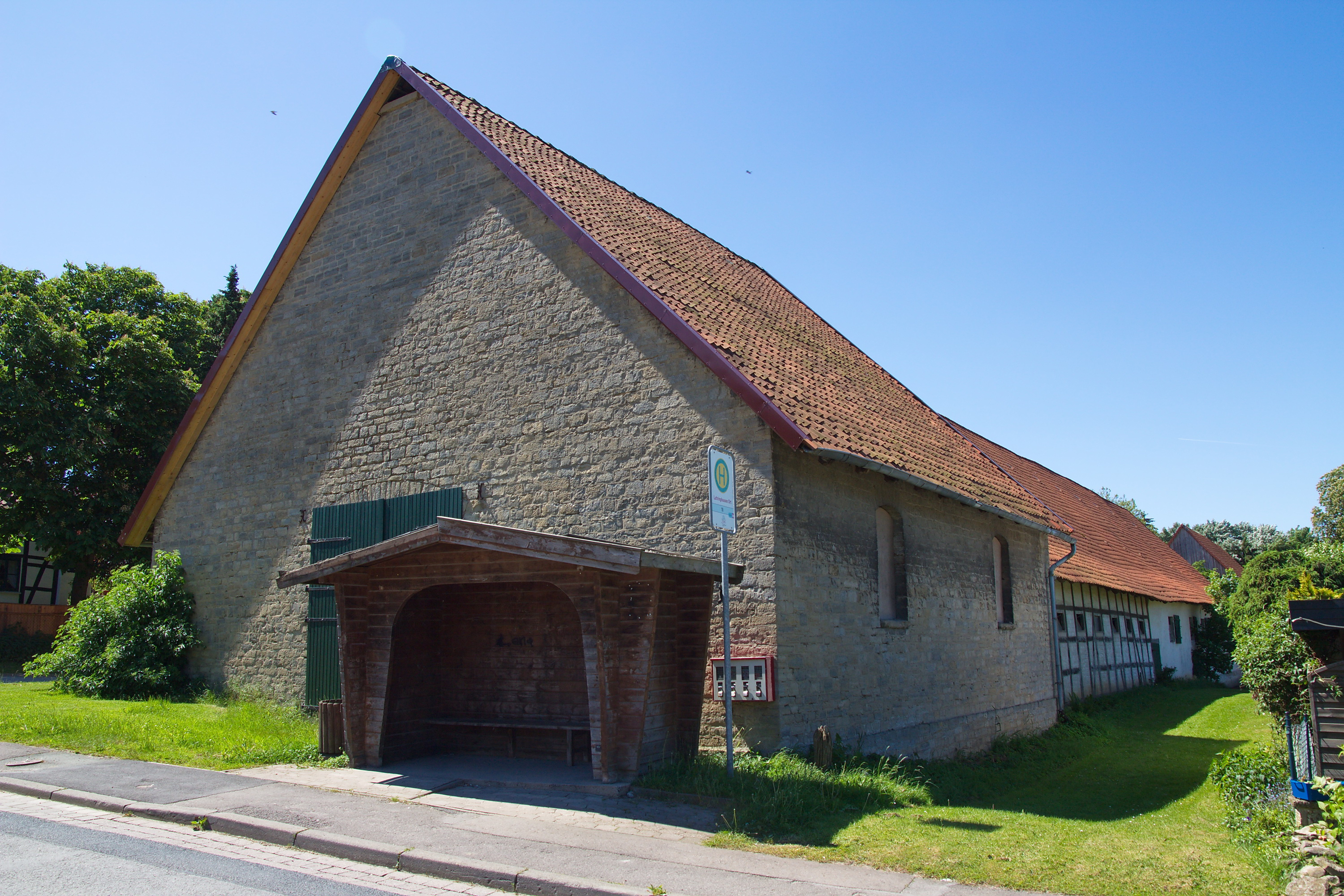
Bushalt vor dem Rittergut

## Politik
Luttringhausen hat einen gemeinsamen Ortsrat mit dem Nachbarort Nettelrede.
Ortsbürgermeister ist Jan-Christoph Reich  (SPD).